# Finisterra (série de televisão)
Finisterra é uma série de televisão portuguesa produzida pela Take it Easy e RTP.  A série estreou a 10 de Março de 2024 na RTP1 e RTP Play. A série conta ainda com a co-produção da luxamburguesa Wild Fang Films e da alemã Pixable Studios. A série passou em horário nobre na luxamburguesa RTL Luxemburgo.

## Enredo
A enredo passa-se no barlavento algarvio, na isolada vila de Aljezur, em 1943. Uma vila que, em plena Segunda Guerra Mundial, sofre constantes ataques aéreos alemães a navios aliados junto da sua costa. A história foca-se em Celeste (Leonor Vasconcelos), uma jovem orfã, acusada de herdar "um mal" da sua mãe. Mal esse causador de várias tragédias no passado da aldeia. Traída e expulsa da vila, ela parte em busca da verdade sobre a morte dos pais, da sua identidade e de vingança contra quem a condenou.

## Elenco e Personagens
- Celeste - Leonor Vasconcelos
- Afonso - Rui Pedro Silva
- Veríssimo - Miguel Guilherme
- Marreiros - Gonçalo Waddington
- Jacinto - Pedro Lacerda
- Prior - Fábio Godinho
- Graça - Rita Reis
- Aurora - Alyne Fernandes
- Marcelino - Romeu Runa
- Maria - Madalena Alvim